# 高分子结晶
高分子结晶是高分子链部分排列起来的过程，在此过程中，高分子链折叠起来，形成有序的区域，这样的区域成为片晶，片晶可堆砌成更大的球形结构，称为球晶。高分子可从熔体冷却结晶，也可通过机械拉伸或溶剂蒸發结晶。结晶影响高分子材料的光学、力学、热和化学性质。结晶度可通过多种分析方法测定，一般在10%到80%之间，因此，结晶高分子常被称之为半结晶高分子。结晶高分子的性质除了通过结晶度表征，还通过分子链的折叠大小和取向表征。

## 机制

无定形和结晶高分子中的分子链的排列

### 熔体冷却结晶
高分子熔体是由无规的缠结的长链分子组成。高分子熔体在冷却的过程中，有些高分子保持这种无序结构，会变成无定形固体，而有些高分子的分子链会重新排列，形成部分有序的大小在1微米数量级的区域。尽管分子链平行排列在能量上是有利的，但受碍于分子链缠结，因此，在有序区域内，分子链折叠排列起来。这样的区域既不是完全的晶态，也不是完全的无定形态，可归半结晶态。这样的半结晶高分子有：线性聚乙烯（PE）、聚对苯二甲酸乙二酯（PET）、 聚四氟乙烯（PTFE）和等规 聚丙烯（PP）等。

等规聚丙烯的结构

无规立构聚丙烯的结构

高分子是否结晶有赖于其分子结构——主链上的侧基均匀分布有利于结晶。比如，等规聚丙烯比无规立构聚丙烯易结晶。无规立构高分子如果侧基很小，也可以结晶，如乙烯基高分子，如果取代基很大，则不结晶，如硅氧树脂和橡胶。

#### 成核

熔体冷却结晶过程中形成的片晶，箭头指向温度梯度方向

成核过程开始自纳米大小的区域，在其内，由于热运动，链或链节开始平行排列。这些晶种可能会被热运动破坏，也可能会超过临界大小而继续生长。
成核除了受热运动影响，还受杂质、染料、塑化剂、填充剂和其他添加剂的影响。这种情况下为异相成核。异相成核尚没有被很好的理解，同种添加剂对一种高分子会促进成核，而对另一种高分子却无此效果。许多金属的有机酸盐是很好的成核剂，其自身在高分子的凝固点也结晶。

#### 晶体生长

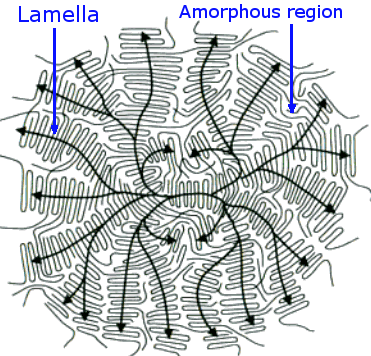
球晶示意图。黑色箭头表示分子排列的方向

当温度介于熔点 Tm和玻璃化温度 Tg之间，折叠分子链继续增加，此即为晶体生长。温度过高会破坏分子的有序排列，温度低于玻璃化温度，分子链的运动会被冻结。但是，温度即使低于玻璃化温度Tg，二次结晶也会进行，只是时间尺度会很长，达到月或年的量级。这一过程会影响高分子的力学性质，使体积减小，因为链堆砌的更紧密。
分子链之间通过范德瓦尔斯力相互作用，相互作用的强度与平行链节之间的距离有关，它决定了高分子的力学性质和热性质。
结晶区域的生长优先发生在温度梯度最大的方向，并被片晶顶部和底部的无定形区域抑制。如果梯度很大，则晶体生长方向不定，长成枝晶。如果温度较为均匀和稳定，片晶会径向生长，长成球晶，大小在1至100微米间，在偏光显微镜下观察，会看到彩色的图案（见前图），如马耳他十字图案，还可以观察到片晶产生的其他光的偏振现象。

### 拉伸诱导结晶

拉伸诱导结晶中的分子排列

高分子材料挤出成型制备纤维和薄膜过程中，高分子穿过喷嘴，分子链受到应力而被拉伸，并部分排列起来，这种排列也被视为结晶，并且会影响材料的性质。比如，纤维的强度在纵向会被大大增强，并表现出各向异性的光学性质。如果添加有诸如纳米碳管之类的柱状填料，光学各向异性比添加球状填料更为显著。不仅挤出能增强高分子材料的强度，吹塑也有此功效。吹塑用于生产塑料罐和聚酯瓶。有些高分子不能从熔体冷却结晶，但可以通过拉伸诱导结晶。
有些弹性体在没有形变的时候处于无定形态，受到拉伸的时候会迅速应变结晶。

### 溶液析出结晶
高分子溶液蒸发溶剂，高分子会析出结晶。这一结晶过程依赖于稀释度。稀溶液中，分子链彼此无关，高分子在溶液中以孤立线团形式存在。通过蒸发溶剂等方式提高溶液浓度，高分子链之间开始有相互作用，这就可能发生类似熔体冷却那种结晶。溶液析出结晶可能有很高的结晶度。比如高度线性的聚乙烯从稀溶液析出结晶，可以形成厚度约10–20 nm的片状单晶。其他高分子可形成形状更复杂的晶体形状，如空心稜锥状、螺旋状和多层树枝状。
另一中结晶过程是沉淀。高分子单体溶于溶剂中，单体聚合，生成的高分子达到一定聚合度后，部分结晶的产物会沉淀出来。结晶速率可以通过用核磁共振等技术手段选择性检测溶解物来监测。

### 受限结晶
高分子从熔体或浓溶液结晶，片晶厚度（厚度约10-20 nm）一般会长成球晶，如前图所示。但如果高分子受限于几十纳米的空间，受限空间大小与片晶厚度或回转半径相当或更小，成核与晶体生长都会大受影响。例如，受限于超薄膜的高分子，各项同性的球晶就会受到抑制，而是长成特殊取向的片晶。链的排列会可能平行于膜平面，也可能垂直于膜平面，两种情况分别称之为侧立（‘‘on-edge’’）片晶和平躺（‘‘in-plane’’）片晶。 
受限高分子晶体的特殊取向带来了各向异性性质，一种大型的平躺式片晶可使纳米薄膜的气体渗透率降低几乎两个数量级。

## 结晶度
结晶度为结晶部分所占的比例，表征结晶的程度，一般在10%到80%之间。只有小分子材料才能得到高结晶度晶体，一般比较脆。长时间保持在熔点以下的材料也可以获得高结晶度，这一般成本较高，只能应用于特殊情况。
大多数测定结晶度的方法都假定材料是结晶和非结晶高分子的完美混合物，过渡区域占比例很低，可以忽略。测量方法包括密度法、差示扫描量热法（DSC）、X射线衍射（XRD）、红外光谱学和核磁共振（NMR）。不同的测量方法，测定的具体数值会有不同，因此需要综合运用多种方法测定结晶度。
除了以上的积分方法，晶区和非晶区也可以通过显微术观察，如偏光显微镜和透射电子显微镜。
| 高分子                   | D     | ρc   | ρa   |
| ------------------------ | ----- | ---- | ---- |
| 尼龙 (PA66 和 PA6)       | 35–45 | 1.24 | 1.08 |
| 聚甲醛 (POM)             | 70–80 | 1.54 | 1.28 |
| 聚对苯二甲酸乙二酯 (PET) | 30–40 | 1.50 | 1.33 |
| 聚对苯二甲酸丁二酯 (PBT) | 40–50 | –    | –    |
| 聚四氟乙烯 (PTFE)        | 60–80 | 2.35 | 2.00 |
| 等规立构聚丙烯           | 70–80 | 0.95 | 0.85 |
| 无规立构聚丙烯           | ~0    | –    | –    |
| 高密度聚乙烯             | 70–80 | 1.0  | 0.85 |
| 低密度聚乙烯             | 45–55 | 1.0  | 0.85 |

密度法晶区密度一般要高于非晶区密度。比如，尼龙聚酰胺6晶区密度ρc = 1.24 g/cm3，非晶区密度ρa = 1.08 g/cm3)。但是，湿度会影响这种测量结果。
量热法半结晶高分子熔化会释放能量，这种能量可以用差示扫描量热法测量，然后与已知结晶度的标准样品熔化释放的能量比较。
X射线衍射法原子和分子的规整排列的区域的X射线衍射图样有尖锐的峰，而无定形区域的X射线衍射图样是弥散峰。而高分子的衍射图样包含这两种特点，结晶度可通过积分尖锐的峰和弥散峰的相对强度估算。
红外光谱（IR）法同组分的高分子，结晶高分子的红外吸收和反射谱比无定形材料多几个另外的峰，这几个峰可能来自分子链规整排列部分的变形振动，由这几个峰可估算结晶度。
核磁共振（NMR）法晶区和非晶区的质子的迁移率不同。非结晶区质子迁移率可以通过核磁共振信号線形测量，并可以用于估计结晶度。

### 结晶动力学
测量结晶度随时间的变换，可研究结晶动理学。高分子结晶动理学的最基本的模型来自霍夫曼成核理论。高分子结晶过程不总是满足简单的化学 速率方程。高分子结晶过程会跨越的越多个区域，与小分子结晶相比，高分子片晶有两个不同的表面。高分子结晶动理学两个最重要的理论是阿夫拉米方程和Lauritzen-Hoffman生长理论。

## 性质

### 热学和力学性质
在玻璃化温度Tg以下，无定形高分子中的分子链活动能力很低，因此材料坚硬而脆。升高温度，分子链活动能力增强，材料表现出典型的橡胶弹性行为。对处于Tg以上温度的高分子材料施加力，材料会发生粘弹性形变，如发生蠕变行为。因此，玻璃态高分子具有耐热性。
结晶高分子的分子链间的相互作用较强，会减弱玻璃化温度以上的材料的软化程度，弹性模量只在高温下（熔点以上）有显著变化。材料结晶度越高，硬度越高，热稳定性也越高，但材料会变脆，但是非结晶区会使材料具有一定的弹性和抗冲击性。结晶高分子材料的另外一 个特点是，材料的力学性质有非常明显的各向异性，即在分子排列平行方向和垂直方向，力学性质显著不同。 
塑料是粘弹性材料，施加应力后，形变会随时间变化（蠕变）。塑料的弹性性质的确定，会由于短时行为（如几分钟的拉伸试验）试验的时间尺度、冲击负荷、长期静态负荷、振动应力等的不同而会有显著不同。

### 光学性质
结晶高分子一般是不透明的，因为材料内部有许多晶区和非晶区的界面，光在这些界面上发生散射。这些界面处密度很低，因此，低结晶度材料的透明度高于高结晶度材料的透明度。比如，无规立构聚丙烯一般是无定形聚合物，是透明的，而等规聚丙烯的结晶度约50，是不透明的。结晶还影响高分子的染色，结晶高分子比非结晶高分子更难以染色，因为在非结晶高分子材料里，染料分子更容易渗透。